# Rhynchospora chinensis
Rhynchospora chinensis är en halvgräsart som beskrevs av Christian Gottfried Daniel Nees von Esenbeck och Franz Julius Ferdinand Meyen. Rhynchospora chinensis ingår i släktet småag, och familjen halvgräs.

## Underarter
Arten delas in i följande underarter:
- R. c. chinensis
- R. c. spiciformis
- R. c. curvoaristata